# Daniel Roesner
Daniel Roesner, né le 20 janvier 1984 à Wiesbaden dans le land de la Hesse, est un acteur allemand.

## Biographie
Daniel Roesner se fait remarquer à partir de 2006 en jouant le rôle de Luis Rothenburg dans la série Le destin de Lisa et sa série dérivée, Le destin de Bruno.
À partir de 2016, il rejoint la distribution principale de la série Alerte Cobra aux côtés de Erdogan Atalay, où il interprète l'inspecteur Paul Renner. Il y avait précédemment interprété le rôle de l'inspecteur Tacho dans 2 épisodes entre 2010 et 2011.
Il quitte cependant la série fin 2019 à l'issue de la saison 46 pour effectuer un tour du monde et s'engager dans des actions humanitaires.

## Filmographie
- 2005 : Die Wolke
- 2006 – 2007 : Le destin de Lisa : Luis Rothenburg
- 2009 : Un cas pour deux
- 2009 : Liebe in anderen Umständen
- 2010 : Die Wanderhure
- 2010 : La Châtelaine
- 2010 : Wilde Wellen – Nichts bleibt verborgen
- 2010 : Tatort : Der Polizistinnenmörder
- 2010 - 2011: Alerte Cobra (2 épisodes) : Inspecteur "Tacho" Tachinski
- 2011 : Mick Brisgau
- 2011 : Unter Umständen verliebt
- 2012 : Soko Stuttgart
- 2012 : Wilsberg
- 2013 – 2015 : Kripo Holstein – Mord und Meer
- 2013 : Turbo & Tacho
- 2014 : Le Renard - saison 38, épisode 8 (384), Les affres de la jeunesse : Vitus Steinlechner
- 2014 : Un cas pour deux (Ein Fall für Zwei) - saison 33, épisode 3 (303), Gefahr hinter Gittern : Alexander Neuhaus
- 2014 : Hin und weg
- 2014 : Tatort : Todesspiel
- 2015 : Heldt
- 2015 : Meine allerschlimmste Freundin
- 2016 - 2019 : Alerte Cobra  - saisons 39 à 46 (73 épisodes) : Inspecteur Paul Renner
- 2021 : Schwester, Schwester – Hier liegen Sie richtig!
- 2021 : Retter der Meere: Tödliche Strandung